# Måndagsgruppen

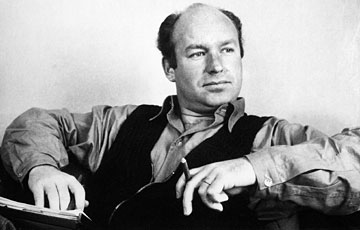
Karl‑Birger Blomdahl.

Måndagsgruppen var en sammanslutning av svenska tonsättare, musiker och musikforskare  som regelbundet umgicks och diskuterade komposition på måndagar från 1944 fram till slutet av 1940-talet. Informell ledare för gruppen var Karl-Birger Blomdahl, i vars bostad på Drottninggatan i Stockholm mötena ägde rum. 

## Bakgrund
Då andra världskriget avbrutit de internationella kontakterna var behovet av att utbyta erfarenheter stort.  Bland annat diskuterade man sats- och formlära hos tonsättare som Hindemith, Bartók, Stravinskij, Schönberg och Berg. Kärnan i gruppen bestod, förutom Blomdahl själv, av Klas-Thure Allgén, Sven-Erik Bäck, Sven-Eric Johanson, Ingvar Lidholm, Hans Leygraf, Claude Génetay, Eric Ericson och Ingmar Bengtsson. År 1946 for flera av gruppens medlemmar till Schola Cantorum Basiliensis i Basel för att studera äldre musik. Då måndagsmötena återupptogs 1947 tillkom flera deltagare, bland andra Göte Carlid, Kjell Bækkelund, Magnus Enhörning, Nils L. Wallin och Bo Wallner. En annan tonsättare som ofta deltog i måndagsmötena men mer sällan nämns i sammanhanget var Gunnar Sønstevold.

## Verksamhet
Måndagsgruppens inriktning var och blev framför allt med tiden alltmer radikalt modernistisk. Det ursprungliga målet var förkovran i den samtida europeiska konstmusikens utveckling, men man ville även verka för att vinna förståelse för den egna, ofta bespottade musiken. Man hade att i Sverige kämpa emot ett traditionalistiskt musiketablissemang där senromantiken och neoklassicismen var förhärskande stilideal. Till avståndstagandet mot senromantiken hörde också intresset för barockmusik och dess uppförandepraxis hos flera av medlemmarna i gruppen.
Måndagsgruppens medlemmar deltog flitigt i debatten om den samtida konstmusiken, man vann gradvis mer intresse och inflytande, och så småningom (efter att gruppen upplösts) kom några av dess medlemmar – främst Blomdahl, Bäck och Lidholm – att nå centrala positioner inom svensk konstmusiks etablissemang. Måndagsgruppen är därför av central betydelse i 1900-talets svenska musikhistoria och för det tydliga estetiska och stilistiska paradigmskifte som ägde rum inom musiklivet i Sverige under 1950- och 60-talen. Både Blomdahl och Lidholm blev professorer i komposition vid Kungliga Musikhögskolan i Stockholm.
Det inflytande som gruppens medlemmar hade på den svenska konstmusiken ses numera på både gott och ont; andra svenska tonsättare som inte delade deras ideal, utan valde att komponera på mer traditionella grunder, fick i stor utsträckning se sig åsidosatta hos de institutioner (till exempel musikradion) som leddes av medlemmar av Måndagsgruppen eller deras vänner och "allierade". Detta har bland andra Erland von Koch skildrat i sin memoarbok Musik och minnen.